# Convención Marco de las Naciones Unidas sobre el Cambio Climático
La Convención Marco de las Naciones Unidas sobre el Cambio Climático (CMNUCC) fue adoptada en Nueva York el 9 de mayo de 1992 y abierta a la firma el 4 de junio de 1992 en Río de Janeiro,  entró en vigor el 21 de marzo de 1994. Permite, entre otras cosas, reforzar la conciencia pública, a escala mundial, de los problemas relacionados con el cambio climático. Los 197 países que han ratificado la Convención se denominan Partes en la Convención.
En 1997, los gobiernos acordaron incorporar una adición al tratado, conocida con el nombre de Protocolo de Kioto, que cuenta con medidas más enérgicas (y jurídicamente vinculantes).
En 2006 se enmendó en Nairobi este Protocolo a la Convención Marco de Naciones Unidas sobre Cambio Climático y se tenía previsto adoptar un nuevo protocolo en 2009 en Copenhague, el cual se tuvo que retrasar y mover a México en 2010.

## Antecedentes

### Conferencia de Naciones Unidas sobre el Medio Humano
En 1972 se celebró en Estocolmo la Conferencia de Naciones Unidas sobre Medio Humano. Por primera vez, el tema de la degradación medioambiental aparece en la agenda de los principales gobiernos mundiales. La ONU reunió a los máximos representantes de las naciones que intentaban encontrar soluciones para frenar la degradación del planeta. Nació el Programa de Naciones Unidas sobre el Medio Ambiente (PNUMA), con la intención de crear en los pueblos una nueva conciencia ecológica. Se reconoció la necesidad de educar a jóvenes y adultos en la prevención y solución de los problemas ambientales que ponían en peligro la sostenibilidad del planeta. Las distintas actuaciones que se organizaron establecieron ámbitos principales: el cambio climático, la degradación del suelo, el deterioro del litoral y de los océanos, el empobrecimiento biológico, los residuos tóxicos, la gestión de los recursos compartidos de agua potable y el deterioro de la calidad de vida de las personas.

### Cumbre de la Tierra
Dos décadas después se celebraría en Río de Janeiro la llamada Cumbre de la Tierra sobre Medio Ambiente y Desarrollo (1992) que pretendía sentar las bases de una política global que permitiera el desarrollo sostenible del planeta. En esta reunión se aprueban cinco textos fundamentales: La Declaración de Río o Carta de la Tierra, la Declaración sobre el Bosque, el Convenio sobre la Biodiversidad, el Convenio sobre el Clima, el Convenio de Lucha contra la Desertificación y la Agenda 21 o Programa para el siglo XXI, en el que se enumeraban las distintas acciones que se llevarían a cabo el decenio siguiente.

## Objetivo
Lograr la estabilización de las concentraciones de gases de efecto invernadero en la atmósfera a un nivel que impida interferencias antropógenas peligrosas en el sistema climático y en un plazo suficiente para permitir que los ecosistemas se adapten naturalmente al cambio climático, asegurando que la producción de alimentos no se vea amenazada y permitiendo que el desarrollo económico prosiga de manera sostenible.
En la definición de este objetivo es importante destacar dos aspectos:
1. No se determinan los niveles de concentración de los GEI que se consideran interferencia antropógena peligrosa en el sistema climático, reconociéndose así que en aquel momento no existía certeza científica sobre qué se debía entender por niveles no peligrosos.
2. Se sugiere el hecho de que el cambio del clima es algo ya inevitable por lo cual, no sólo deben abordarse acciones preventivas (para frenar el cambio climático), sino también de adaptación a las nuevas condiciones climáticas.

En diciembre de 2015 se estableció el primer acuerdo global legalmente vinculante en relación con el cambio climático. El mismo, denominado Acuerdo de París, fijo el objetivo en limitar el calentamiento global por debajo de los 2 °C, realizando grandes esfuerzos a fin de alcanzar los 1.5 °C.

## Políticas climáticas
Las políticas climáticas son fundamentales en la lucha contra el cambio climático, ya que buscan tanto la mitigación de las emisiones de gases de efecto invernadero como la adaptación a sus efectos. Estas políticas incluyen una amplia gama de medidas, desde la implementación de impuestos al carbono y la regulación de combustibles fósiles hasta incentivos de mercado que promueven la innovación y el cambio de comportamiento en sectores clave. Sin embargo, el impacto de estas políticas no se limita únicamente al ámbito ambiental, sino que también tiene importantes repercusiones económicas y sociales.
El diseño e implementación de políticas climáticas han sido motivo de debate, particularmente por su impacto en los sectores de menores ingresos y en el desarrollo económico de los países. En ocasiones, las medidas fiscales como los impuestos al carbono pueden tener un efecto regresivo, afectando de manera desproporcionada a los más vulnerables. Por ello, es crucial que las políticas climáticas consideren compensaciones que mitiguen estos efectos negativos y promuevan una transición justa, que garantice que la lucha contra el cambio climático no deje atrás a las comunidades más desfavorecidas.
Históricamente, las políticas climáticas comenzaron a desarrollarse en los países industrializados en la década de 1950, con un enfoque inicial en la regulación ambiental. En América Latina y el Caribe, durante las décadas de 1980 y 1990, se crearon Ministerios de Medio Ambiente, aunque la implementación de políticas ambientales a menudo generaba tensiones con intereses económicos privados y era vista como un obstáculo para el crecimiento económico. A pesar de estos desafíos, hoy en día se reconoce la importancia de integrar las políticas climáticas en los planes de desarrollo sostenible de la región.
En Europa, países como Francia y España han liderado el camino hacia la transición ecológica, transformando sus Ministerios de Medio Ambiente en Ministerios de Transición Ecológica, con un enfoque en la descarbonización de la economía. A pesar de los compromisos asumidos en el Acuerdo de París a través de las Contribuciones Determinadas a Nivel Nacional (NDC), informes como el de Climate Action Tracker (CAT) señalan que los esfuerzos actuales no son suficientes para limitar el calentamiento global. Esto resalta la necesidad de una mayor coordinación entre los ministerios clave, como los de Finanzas, Planificación y Medio Ambiente, para desarrollar estrategias de inversión alineadas con los objetivos climáticos.
Otro aspecto crucial de las políticas climáticas es el concepto de una transición justa, cuyo objetivo es garantizar que las acciones para reducir las emisiones no afecten de manera desigual a las comunidades más vulnerables. Este enfoque, que integra principios de justicia social y equidad, es fundamental para que las políticas climáticas sean no solo eficaces, sino también viables socialmente. En este sentido, un número creciente de países está adoptando marcos de transición justa, que establecen principios y mandatos sociales para guiar la acción climática.
El papel de la juventud en la política climática es cada vez más importante. En América Latina y el Caribe, los jóvenes han mostrado un alto compromiso con la protección del medio ambiente, participando activamente en actividades para reducir el consumo de energía y promover productos sostenibles. Sin embargo, muchos de ellos sienten que tienen poca influencia en la formulación de políticas públicas sobre el cambio climático, a pesar de que sus acciones serán decisivas para las generaciones futuras.
Para garantizar una descarbonización efectiva y justa, las políticas climáticas deben abordar varios frentes simultáneamente:
1. Planificación de un futuro con cero emisiones netas, estableciendo objetivos claros de reducción de emisiones.
2. Precios correctos, eliminando subsidios a los combustibles fósiles y aplicando impuestos al carbono.
3. Facilitar las transiciones sectoriales, promoviendo la innovación en sectores clave como energía, transporte y agricultura.
4. Garantizar el flujo de financiamiento para inversiones sostenibles que apoyen la transición energética.
5. Asegurar una transición justa, integrando la justicia social y la equidad en la toma de decisiones climáticas.

## Órganos de Gobierno

### La Conferencia de las Partes

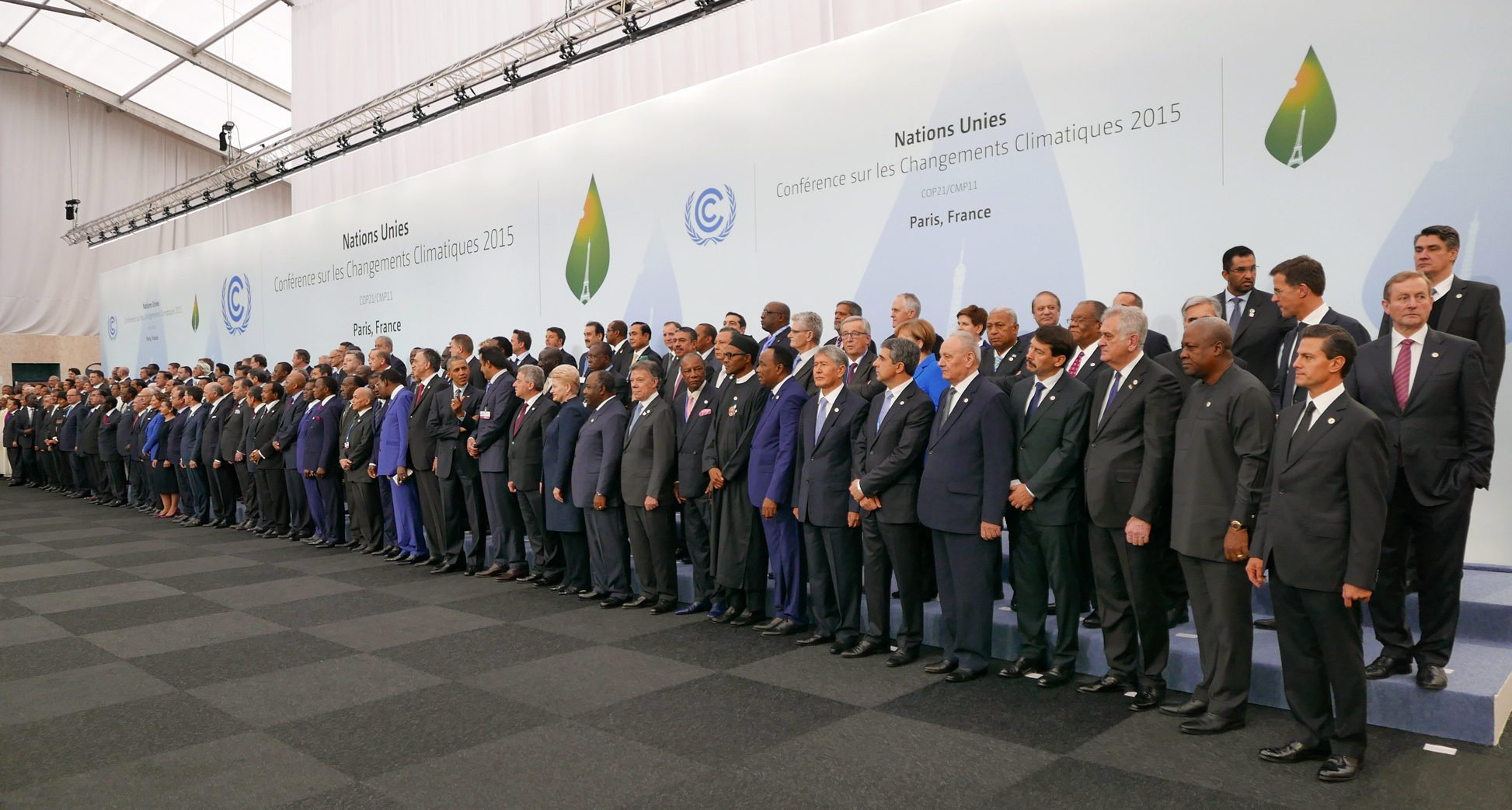
COP21 - 30 de noviembre de 2015 - París, Francia.

La Conferencia de las Partes (COP) es el órgano supremo de la Convención Marco de las Naciones Unidas sobre el Cambio Climático (CMNUCC) y tiene la máxima autoridad para tomar decisiones dentro de la convención. Su principal función es mantener y fortalecer la respuesta internacional ante los desafíos del cambio climático.
Sus responsabilidades incluyen:
- Evaluar la implementación de la Convención y los compromisos asumidos por las Partes, en función de los objetivos establecidos.
- Revisar los informes nacionales y los inventarios de emisiones de gases de efecto invernadero presentados por las Partes.
- Analizar la eficacia de las medidas implementadas y los avances hacia el logro del objetivo final de la Convención: estabilizar las concentraciones de gases de efecto invernadero en la atmósfera.

La COP se reúne anualmente desde 1995 en Bonn, Alemania, sede de la Secretaría, excepto cuando otro país miembro actúa como anfitrión de la conferencia.

### El Secretariado
El Secretariado de la CMNUCC es el órgano técnico encargado de apoyar las operaciones y actividades de la Convención. Establecido en 1992 tras la adopción de la CMNUCC, el Secretariado originalmente estaba ubicado en Ginebra y desde 1996 se encuentra en Bonn, Alemania. Cuenta con aproximadamente 450 empleados de más de 100 países, reflejando una diversidad de culturas, géneros y antecedentes profesionales. El Secretario Ejecutivo actual es el Sr. Simon Stiell de Granada, en funciones desde agosto de 2022.
Funciones principales del Secretariado:
- Facilitar las negociaciones climáticas internacionales y apoyar la arquitectura de la Convención, el Protocolo de Kioto y el Acuerdo de París.
- Proveer asistencia técnica y realizar análisis y revisiones de la información sobre cambio climático reportada por las Partes.
- Mantener el registro de las Contribuciones Determinadas a Nivel Nacional (NDC) bajo el Acuerdo de París.
- Organizar entre dos y cuatro sesiones de negociación anuales, además de múltiples talleres y reuniones durante el año.

### El Buró
Constituido conforme a la regla 22.1 de las Reglas de Procedimiento de la COP (FCCC/CP/1996/2), el Buró está compuesto por un Presidente, siete vicepresidentes, los presidentes de los órganos subsidiarios establecidos en los artículos 9 y 10 de la Convención, y un relator.
Funciones del Buró:
- Asesorar al Presidente de la COP en la gestión del proceso intergubernamental.
- Examinar las credenciales de las Partes y revisar las solicitudes de acreditación de organizaciones intergubernamentales y no gubernamentales.
- Preparar informes y recomendaciones para la Conferencia.

El Buró se reúne regularmente durante las sesiones de la COP y los órganos subsidiarios, y adicionalmente según sea necesario.

## Estados Partes
A partir de 2019, la CMNUCC tiene 197 partes, incluidos todos los Estados miembros de las Naciones Unidas, así como Niue, las Islas Cook y la Unión Europea. Además, la Santa Sede y Palestina son Estados observadores.

### Clasificación de las Partes y sus compromisos
- Anexo I: Hay 43 Partes que figuran en el Anexo I de la Convención, incluida la Unión Europea. Estas Partes se clasifican como países desarrollados y "economías en transición". Las 14 economías en transición son las antiguas economías de planificación centralizada (soviéticas) de Rusia y Europa del Este.

- Anexo II: Hay 24 Partes que figuran en el Anexo II de la Convención, incluida la Unión Europea. Estas Partes están formados por miembros de la Organización para la Cooperación y el Desarrollo Económicos (OCDE). Las Partes incluidas en el Anexo II son necesarias para proveer apoyo financiero y técnico a las economías en transición y los países en desarrollo, para ayudarles a reducir sus emisiones de gases de efecto invernadero (mitigación del cambio climático) y gestionar los impactos del cambio climático (adaptación al calentamiento global).

- Anexo B: Las Partes que figuran en el Anexo B del Protocolo de Kioto, son las Partes del Anexo I con los objetivos de emisiones de gases de efecto invernadero de Kioto del primer o segundo periodo. Los objetivos del primer periodo se aplicaron durante los años 2008-2012. Como parte de la Conferencia sobre el Cambio Climático Doha 2012, se acordó una enmienda al Anexo B que contiene una lista de las Partes del Anexo I que tienen objetivos del segundo periodo, que se aplican de 2013 a 2020. Las modificaciones aún no han entrado en vigor.[14]

- No Anexadas: Las Partes que no figuran en el Anexo I de la Convención, son en su mayoría los países en desarrollo con bajos ingresos. Estos países en desarrollo pueden ser voluntarios para convertirse en países del Anexo I cuando estén suficientemente desarrollados.

- Países con menor desarrollo: 49 Partes son países menos desarrollados, y se les da un estatus especial en virtud del tratado, en vista de su limitada capacidad para adaptarse a los efectos del cambio climático.

### Adheridos a la Convención
1. Afganistán
2. Albania
3. Alemania
4. Andorra
5. Angola
6. Antigua y Barbuda
7. Arabia Saudita
8. Argelia
9. Argentina
10. Armenia
11. Australia
12. Austria
13. Azerbaiyán
14. Bahamas
15. Baréin
16. Bangladés
17. Barbados
18. Bélgica
19. Belice
20. Benín
21. Bielorrusia
22. Birmania
23. Bolivia
24. Bosnia y Herzegovina
25. Botsuana
26. Brasil
27. Brunéi
28. Bulgaria
29. Burkina Faso
30. Bután
31. Burundi
32. Camboya
33. Camerún
34. Canadá
35. Cabo Verde
36. Chad
37. Chile
38. China
39. Colombia
40. Comoras
41. Corea del Norte
42. Corea del Sur
43. República Democrática del Congo
44. República del Congo
45. Costa Rica
46. Costa de Marfil
47. Croacia
48. Cuba
49. Chipre
50. República Checa
51. Dinamarca
52. Dominica
53. Ecuador
54. Egipto
55. El Salvador
56. Emiratos Árabes Unidos
57. Eritrea
58. Eslovaquia
59. Eslovenia
60. España
61. Estados Unidos
62. Estonia
63. Etiopía
64. Unión Europea
65. Filipinas
66. Finlandia
67. Fiyi
68. Francia
69. Gabón
70. Gambia
71. Georgia
72. Ghana
73. Granada
74. Grecia
75. Guatemala
76. Guinea
77. Guinea Ecuatorial
78. Guinea-Bisáu
79. Guyana
80. Haití
81. Honduras
82. Hungría
83. India
84. Indonesia
85. Irak
86. Irán
87. Irlanda
88. Islandia
89. Islas Cook
90. Islas Marshall
91. Islas Salomón
92. Israel
93. Italia
94. Jamaica
95. Japón
96. Jordania
97. Kazajistán
98. Kenia
99. Kiribati
100. Kirguistán
101. Kuwait
102. Laos
103. Lesoto
104. Letonia
105. Líbano
106. Liberia
107. Libia
108. Liechtenstein
109. Lituania
110. Luxemburgo
111. Macedonia del Norte
112. Madagascar
113. Malaui
114. Malasia
115. Maldivas
116. Mali
117. Malta
118. Marruecos
119. Mauritania
120. Mauricio
121. México
122. Estados Federados de Micronesia
123. Moldavia
124. Mónaco
125. Mongolia
126. Montenegro
127. Mozambique
128. Namibia
129. Nauru
130. Nepal
131. Nicaragua
132. Níger
133. Nigeria
134. Niue
135. Noruega
136. Nueva Zelanda
137. Omán
138. Países Bajos
139. Pakistán
140. Palaos
141. Panamá
142. Papúa Nueva Guinea
143. Paraguay
144. Perú
145. Polonia
146. Portugal
147. Catar
148. Reino Unido
149. República Centroafricana
150. República Dominicana
151. Rumania
152. Rusia
153. Ruanda
154. Samoa
155. San Cristóbal y Nieves
156. San Marino
157. San Vicente y las Granadinas
158. Santa Lucía
159. Santo Tomé y Príncipe
160. Senegal
161. Serbia
162. Seychelles
163. Sierra Leona
164. Singapur
165. Siria
166. Somalia
167. Sri Lanka
168. Suazilandia
169. Sudáfrica
170. Sudán
171. Suecia
172. Suiza
173. Surinam
174. Tailandia
175. Tanzania
176. Tayikistán
177. Timor Oriental
178. Togo
179. Tonga
180. Trinidad y Tobago
181. Túnez
182. Turkmenistán
183. Turquía
184. Tuvalu
185. Ucrania
186. Uganda
187. Uruguay
188. Uzbekistán
189. Vanuatu
190. Venezuela
191. Vietnam
192. Yemen
193. Yibuti
194. Zambia
195. Zimbabue

Observadores:
- Palestina
- Santa Sede